# Washington (California)
Washington è un census-designated place (CDP) degli Stati Uniti d'America situato in California, nella contea di Nevada.